# Irena Jarosińska-Małek

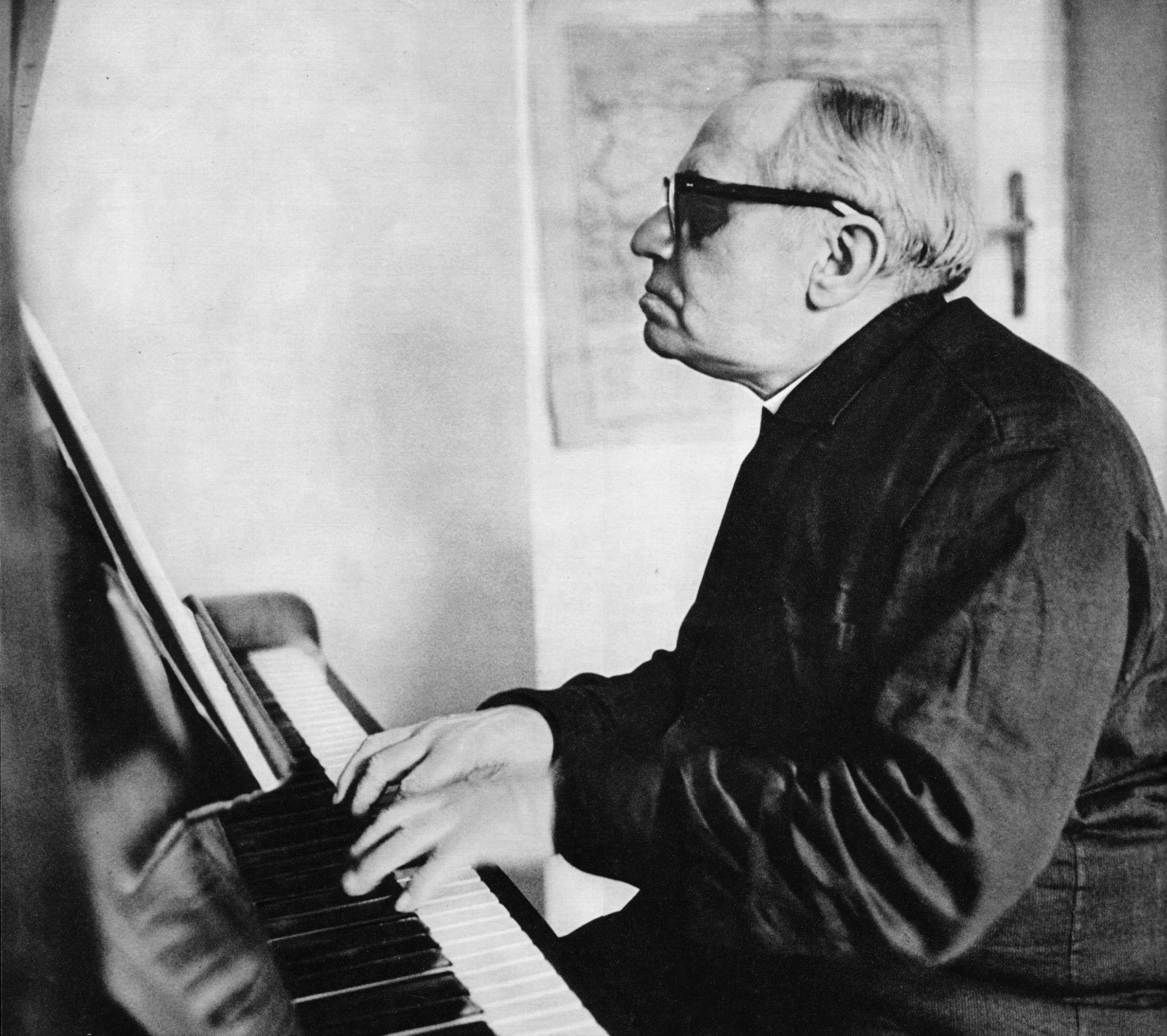
Irena Jarosińska-Małek: Hieronim Feicht, 1964

Irena Jarosińska-Małek (3. října 1924 Szybeny – 16. února 1996 Varšava) byla polská výtvarnice, fotografka, fotoreportérka, členka varšavského obvodu Svazu polských uměleckých fotografů. Jedna z prvních žen v Polské lidové republice pracující jako fotoreportérka, spojená se skupinou Grupa 55 a umělecká animátorka.

## Životopis
Fotografické vzdělání získala na Střední fotografické škole Konwiktorska ve Varšavě. V roce 1943 začala studovat na chemické fakultě Varšavské technické univerzity. Po válce pracovala na ministerstvu zemědělství a agrárnír reforem (1946–1947) a na katedře fotografie na ministerstvu kultury a umění (1949–1950). Byla spojená s fotografickým a uměleckým prostředím hlavního města - žila a fotografovala ve Varšavě. Zvláštní místo v její tvorbě zaujímala reportážní fotografie, fotografie architektury (ve velkých částech Varšavy), portrétní fotografie (naprostá většina lidí spojených s uměleckým světem - herci, fotografové, malíři, hudebníci, básníci) a fotografování aktu. Jako fotoreportérka spolupracovala mj. s časopisy Photography, Świat, Polska. Velký prostor ve své tvorbě věnovala fotožurnalistice, spojené s uměleckou neoavantgardou - zpracovávala fotografickou dokumentaci její činnosti. V 70. letech 20. století se ujala role umělecké animátorky. Ve svém ateliéru - 10A (což byl neformální studio umělkyně) iniciovala mnoho uměleckých akcí (vernisáže, happeningy, diskuse, divadelní představení).
Irena Jarosińska-Małek byla iniciátorkou a autorkou (spoluautorkou) fotografických výstav; samostatných i kolektivních - mimo jiné se aktivně účastnila Národních výstav fotografie pořádaných pod záštitou Polského svazu fotografů (později - od roku 1952 - Asociace polských uměleckých fotografů), výstav Grupy 55, v letech 1956–1961, v Galerii Krzywe Koło. V roce 1950 byla na doporučení Zbigniewa Dłubaka a Leonarda Sempolińského přijata za členku varšavského obvodu ZPAF. Vedla také kurzy pro studenty Fotografické školy při Svazu polských uměleckých fotografů, kde vyučovala nejen fotografické techniky, ale především pro ně organizovala přednášky za účasti malířů, teoretiků umění a fotografů. V 80. letech 20. století hodně cestovala – mimo jiné do Indie, Nepálu, Izraele, Egypta a Afghánistánu, z čehož vznikla fotografická dokumentace z četných cest – prezentovaná na jejích vlastních výstavách (včetně „Afghánské výstavy“).
Irena Jarosińska-Małek zemřela 16. února 1996 po těžké nemoci.
Fotografie Ireny Jarosińské-Małek (asi 40 000 fotografií) jsou ve fondu Fotoarchivu Ośrodek Karta. V roce 2013 vyšlo album s rozsáhlou sbírkou fotografií umělkyně (asi 250 fotografií) v polsko-anglické verzi - Irena Jarosińska: pismo obrazkowe, kterou vydala Nadace Ośrodek Karta.
V roce 2008 se v Národní galerii umění Zachęta ve Varšavě konala výstava Polské fotografky 20. století, která představila tvůrčí počiny padesáti polských dokumentaristek od 70. let 20. století, kde byly také prezentovány fotografie Jarosińské-Małkové. Mezi dalšími vystavujícími byly například: Małgorzata Apathy,
Anna Beata Bohdziewicz,
Anna Brzezińska-Skarżyńska,
Anna Chojnacka,
Zofia Chomętowska,
Maria Chrząszczowa,
Maria Antonina Czaplicka,
Irena Elgas-Markiewicz,
Krystyna Gorazdowska,
Helena Hartwigová,
Joanna Helander,
Wanda Herse,
Halina Holas-Idziakowa,
Irena Kummant-Skotnicka,
Krystyna Łyczywek,
Bożena Michalik,
Maria Kietlińska,
Janina Mierzecka,
Janina Mokrzycka,
Anna Musiałówna,
Zofia Nasierowska,
Fortunata Obrąpalska,
Julia Pirotte,
Danuta Rago,
Jadwiga Rubiś,
Zofia Rydet,
Jadwiga Wolska nebo
Bolesława Zdanowska.

## Publikace (alba)
- Irena Jarosińska: pismo obrazkowe (2013). Vydavatel – Fundacja Ośrodka Karta.[5]